# Terri Stickles
Terri Lee Stickles (ur. 11 maja 1946 w San Mateo) – amerykańska pływaczka, brązowa medalistka olimpijska z Tokio.
Zawody w 1964 były jej jedynymi igrzyskami olimpijskimi. Zdobyła brąz na dystansie 400 m stylem dowolnym. Zdobyła złoto igrzysk panamerykańskich w 1963 na dystansie 100 metrów stylem dowolnym i srebro na dystansie 200 metrów. 